# Verordnung über Luftqualitätsstandards und Emissionshöchstmengen
Die Verordnung über Luftqualitätsstandards und Emissionshöchstmengen, Ausfertigungsdatum 2. August 2010, ist die Neununddreißigste Verordnung zur Durchführung des Bundes-Immissionsschutzgesetzes, die der unmittelbaren Umsetzung europäischer Richtlinien zur Luftreinhaltung in deutsches Recht dient.
Es werden darin Messverfahren, Zielwerte, Immissionsgrenzwerte und Alarmschwellen sowie Emissionshöchstmengen für bestimmte Luftschadstoffe festgelegt. Damit sollen die Luftschadstoffe Arsen, Blei, Kadmium, Nickel und Quecksilber, die zusammen mit anderen Stoffen hauptsächlich als Feinstaub auftreten und häufig aus Industrieanlagen stammen, sowie die wichtigsten Bestandteile von Abgasen des motorisierten Verkehrs, nämlich Benzol, Benzo[a]pyren, Kohlenmonoxid, Ozon, Stickstoffoxide, erfasst werden. Außerdem werden Immissionsgrenzwerte, Alarmschwelle und ein kritischer Wert für Schwefeldioxid festgelegt, das nicht nur aus Abgasen des motorisierten Verkehrs, sondern auch aus Kohlekraftwerken und dem Hausbrand stammen kann.

## Grundlagen und Zweck
Die deutsche Bundesregierung verabschiedete die Verordnung, um die Richtlinien 2001/81/EG, 2004/107/EG und 2008/50/EG des Europäischen Parlaments und des Rates in nationales Recht umzusetzen. Es handelt sich um weitergehende Regelungen als die Smogverordnungen der Bundesländer aus den 1980er Jahren, die zum Beispiel auf dem 1976 neugefassten § 45 der Straßenverkehrsordnung (StVO) beruhten, oder die Verordnung über Immissionswerte für Schadstoffe in der Luft (22. BImSchV). Im Wesentlichen hat die 39. BImSchV die vorgehenden 22. BImSchV und 33. BImSchV abgelöst und verschärft.